# Jammu
Jammu är en stad vid Tawifloden i norra Indien och är huvudstad för unionsterritoriet Jammu och Kashmir under vinterhalvåret (Srinagar är huvudstad under sommarhalvåret). Folkmängden uppgick till cirka 580 000 invånare vid folkräkningen 2011. Storstadsområdet beräknades ha cirka 700 000 invånare 2018.